# Jean Gilles (cardinal)
Pour les articles homonymes, voir Jean Gilles.
Jean Gilles, surnommé le cardinal de Liège (né  en Normandie, et mort à Pise le 1er juillet 1408) est un cardinal français  du XVe siècle.

## Biographie
Jean Gilles  est chanoine chantre de la cathédrale de Paris. Le pape Urbain VI le nomme auditeur à la Rote romaine. Il est prévôt de Liège en  1390 et légat apostolique dans le diocèse de Cologne, Trèves et Reims.
Le pape Innocent VII le crée cardinal lors du consistoire du 12 juin 1405. Jean Gilles participe au conclave de 1406, lors duquel Grégoire XII est élu pape. Il est enterré à Liège.